# Chumukedima
Chumukedima è una suddivisione dell'India, classificata come census town, di 16.510 abitanti, situata nel distretto di Dimapur, nello stato federato del Nagaland. In base al numero di abitanti la città rientra nella classe IV (da 10.000 a 19.999 persone).

## Geografia fisica
La città è situata a 25° 47' 30 N e 93° 46' 55 E.

## Società

### Evoluzione demografica
Al censimento del 2001 la popolazione di Chumukedima assommava a 16.510 persone, delle quali 8.652 maschi e 7.858 femmine. I bambini di età inferiore o uguale ai sei anni assommavano a 2.726, dei quali 1.426 maschi e 1.300 femmine. Infine, coloro che erano in grado di saper almeno leggere e scrivere erano 11.381, dei quali 6.277 maschi e 5.104 femmine.